# Carol Rosin
Carol Rosin (Wilmington, 20 marzo 1944) è un'attivista statunitense, in passato collaboratrice di Wernher von Braun. È presidente dell'Istituto per la cooperazione nello spazio (ICIS), da lei cofondato con Alfred Webre.

## Carriera alle industrie Fairchild
Carol Rosin è stata la prima donna a coprire la posizione di Corporate manager alla Fairchild Aircraft, per la precisione dal 1974 al 1977. Dall'inizio del 1974 diventò il braccio destro di Wernher von Braun, dal quale ricevette una formazione specifica su quanto le armi basate su sistemi spaziali potessero essere pericolose, costose, destabilizzanti e inutili oltre che praticamente improducibili. In quegli anni Wernher von Braun era gravemente malato pertanto la Rosin è stata chiamata a tenere conferenze ogni volta che non si sentisse sufficientemente bene. Inoltre Wernher von Braun le assegnò il compito di continuare un processo educativo mirato tanto ai politici quanto all'opinione pubblica su come fosse necessario trasformare l'industria spaziale militare in una industria basata sull'esplorazione dello spazio.

## Carriera come consulente sulle armi spaziali
Carol Rosin è stata consulente per la difesa e per lo spazio di aziende ed organizzazioni tra cui Disney, IBM e il National Space Institute. Continua attualmente ad informare, mediante conferenze ed altro, sulla possibilità di creare leggi internazionali atte a bandire le armi spaziali.
Ha inoltre fondato l'Istituto per la cooperazione nello spazio (ICIS) nel 2001 di cui attualmente è presidente. I membri dell'ICIS includono gli astronauti Edgar Mitchell e Brian O'Leary, Arthur C. Clarke, l'ex ambasciatore James George, ed un fondatore dell'International Earth Day (21 marzo), John McConnell.